# Округ Фостер (Северна Дакота)
Фостер (енгл. Foster County) је округ у америчкој савезној држави Северна Дакота.

## Демографија
По попису из 2010. године број становника је 3.343, што је 416 (-11,1%) становника мање него 2000. године.
| Група             | 2000.         | 2010.         |
| Белци             | 3.717 (98,9%) | 3.272 (97,9%) |
| Афроамериканци    | 5 (0,1%)      | 3 (0,1%)      |
| Азијати           | 0 (0,0%)      | 3 (0,1%)      |
| Хиспаноамериканци | 7 (0,2%)      | 29 (0,9%)     |
| Укупно            | 3.759         | 3.343         |